# Gare centrale de Linköping
La gare centrale de Linköping  (suédois: Linköpings centralstation) est une gare ferroviaire suédoise à Linköping.

## Histoire et patrimoine ferroviaire

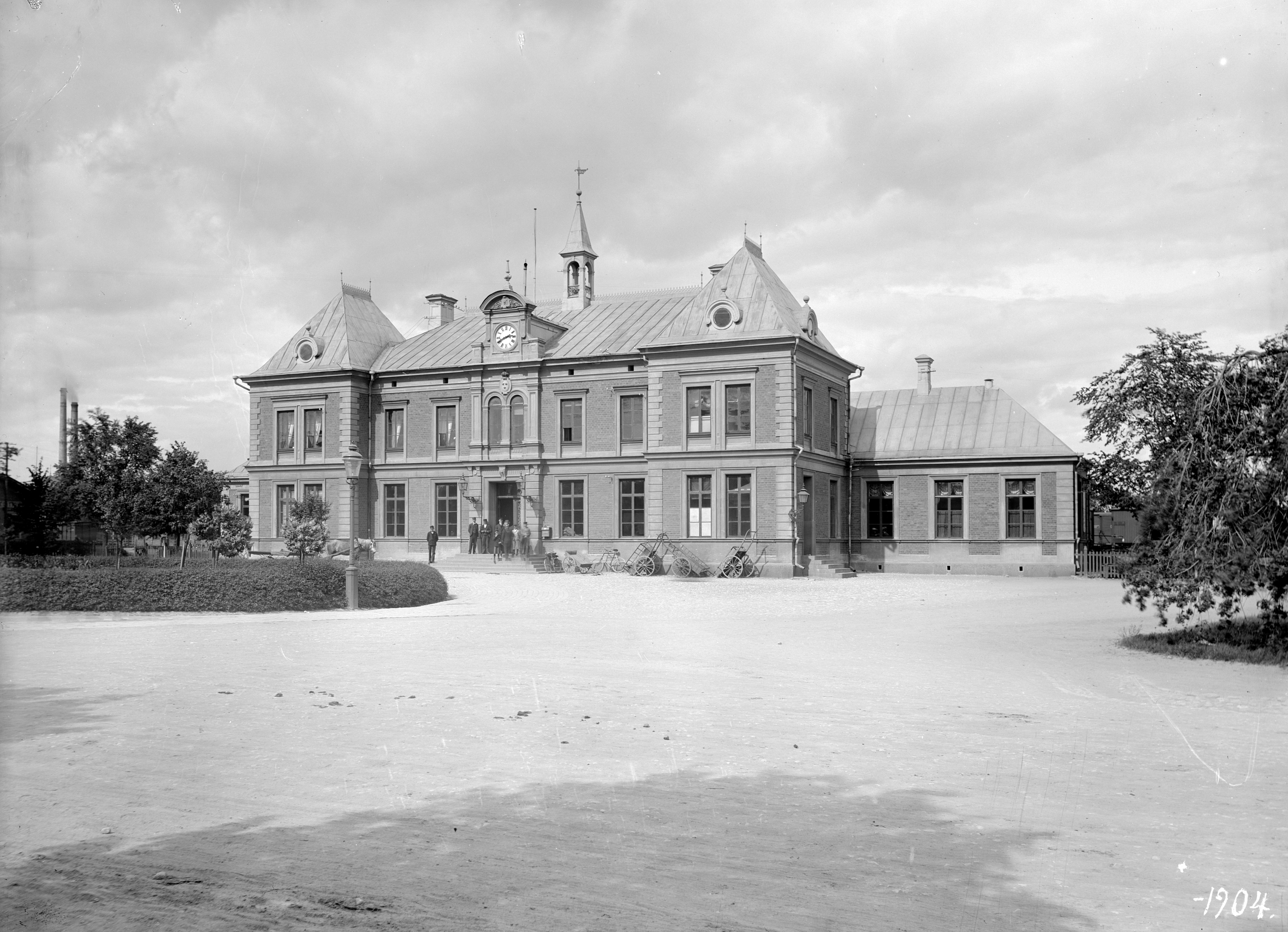
La gare en 1904.

La gare de chemin de fer est construite entre 1871 et 1872 par l'architecte Adolf W. Edelsvärd. La gare est construite en formes inspirées par l'architecture de la néo-Renaissance française. 
La gare se trouve à côté de la ligne principale Est, qui a été construite de Katrineholm à Linköping en octobre 1872. La gare est située au nord-est du centre-ville sur un terrain offert gratuitement par la ville pour la construction .
La gare est construite sur deux étages avec des fenêtres latérales inférieures, utilisant une conception symétrique qui s'associe à la Renaissance française. Le centre du bâtiment est accentué par une fosse avant relativement étroite et un petit virage pointu sur le quai du toit. De chaque côté du centre, il y a des voies hautes et saillantes, que l'on peut considérer comme deux carrés. Les façades ont des briques rouges carrelées, avec des nuances de fenêtre dans des poses lisses et légères . Le bâtiment est d'une hauteur estimée de 6,54 m sur deux étages avec une horloge à l'extérieur. La façade est construite en  briques de couleur jaune et rouge foncé .
En 2013, la gare voit 8000 passagers par jour.